# 麥克唐納茲維爾鎮區 (明尼蘇達州諾曼縣)
麥克唐納茲維爾鎮區（英語：McDonaldsville Township）是位於美國明尼蘇達州諾曼縣的一個行政鎮區。

## 歷史
麥克唐納茲維爾鎮區於1874年成立，得名自來自蘇格蘭的定居者芬南·麥克唐納（Finnen McDonald）。

## 地方資料
麥克唐納茲維爾鎮區的面積為89.97平方千米，當中陸地面積為89.08平方千米，而水域面積為0.89平方千米。根據2020年美國人口普查的數據，當地共有人口165人，而人口密度為每平方千米1.83人。